# Odnož

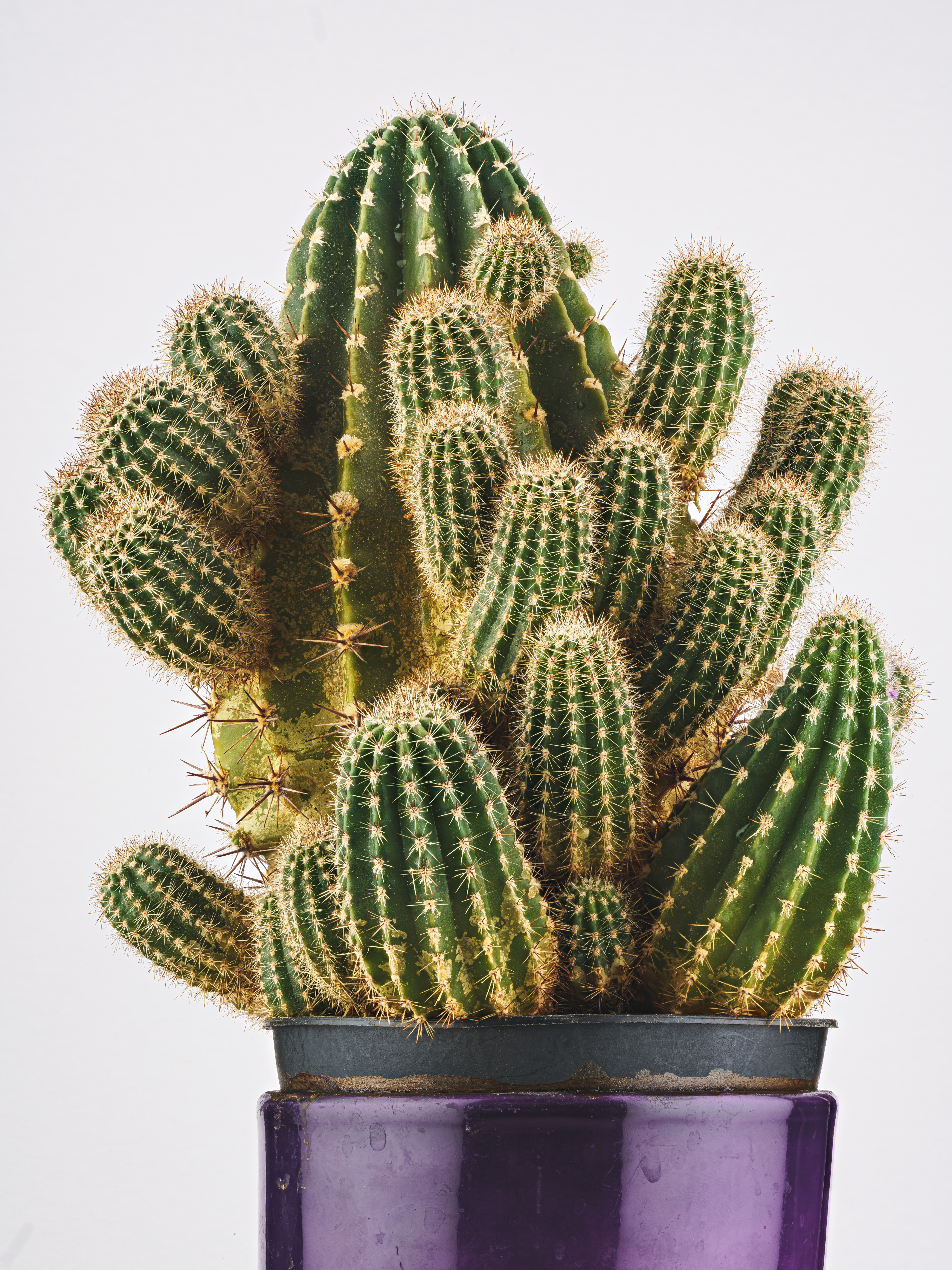
kaktus s několika odnožemi

Odnož je prýt, který vzniká z úžlabních anebo adventivních pupenů na bázi stonku. Odnož nejdříve roste na mateční rostlině, od které se po nějaké době oddělí a vytvoří si vlastní odnože, čímž zajistí přežití svého druhu.
Množení odnožemi neboli vegetativní rozmnožování je u pěstitelů rostlin velmi časté. Provádí se tak, že vybraná větev se ohne směrem k zemi a v přiměřené vzdálenosti se zahrabe čerstvou a lehkou půdou. Odstraní se část kůry, aby se usnadnil vznik jizvového mozolu, ze kterého se vyvinou kořeny. Po nějaké době pak lze větev oddělit od mateční rostliny, která jí do té doby pomáhala ve výživě, a následně ji také lze přesadit. Je to poměrně nepohodlná a časově náročná technika, proto se používá pouze u rostlin, u kterých není množení řízkováním účinné, a u zvláště vzácných nebo skleníkových rostlin.